# 陽炎 (映画)
『陽炎』（かげろう）は、1991年公開の日本映画。バンダイ・松竹・松竹第一興行製作、松竹配給。樋口可南子・仲代達矢主演、五社英雄監督。原作は栗田教行名義時代の天童荒太。
昭和初期の熊本を舞台に、愛憎がうずまく料亭を巡って一人の女胴師の活躍を描く任侠アクション映画。
五社監督は公開翌年に亡くなったが、五社の遺志があったとされ、以降「陽炎シリーズ」として2作目以降は監督を毎回代えて、高島礼子を主演とする3作品が製作された。

## キャスト
- 城島りん：樋口可南子
- 村井常次郎：仲代達矢
- 小杉市太郎：本木雅弘
- 小芳：荻野目慶子
- 千代春：かたせ梨乃
- 稲田竜吉：川谷拓三
- 安五郎：竹中直人
- 大滝岩蔵：白竜
- 君勇：清水ひとみ
- 河東源治：沢竜二
- 車屋・竹：うじきつよし
- 車屋・軍艦松：芦屋小雁
- 城島弥吉：高橋長英
- 清野忠雄：夏八木勲
- 武州：高品格
- 光山修介：神山繁
- 橋場伸吉：川地民夫
- 津崎伝吉：丹波哲郎
- 大野政吉：岡田英次
- 小杉そう兵衛：北村和夫
- 大坂松本組・小鉄：島木譲二
- 警官：光石研
- よし：岩下志麻（特別出演）[6]
- 警官：緒形拳
- 山内としお・岩尾正隆・沖田さとし・石倉英彦・高桐真・山口幸生・トリオ・ザ・ミミック・芹明香

## スタッフ
- 監督：五社英雄
- 製作：奥山和由
- 脚本：高田宏治
- 原作：栗田教行
- プロデューサー：西岡善信
- 撮影：森田富士郎
- 美術：西岡善信
- 音楽：佐藤勝
- 主題曲：聖飢魔II「赤い玉の伝説」（CBS・ソニー・レコード）
- 録音：大谷巖
- 照明：中岡源権
- 編集：市田勇

## 製作

### 企画
東映映画のファンでもある松竹の奥山和由が、五社英雄に映画を撮ってもらいたいと考えるのは自然の成り行きで、同時期に奥山は翌年公開される『いつかギラギラする日』も深作欣二と製作中だった。奥山が松竹の撮影所付きの映画プロデューサーに昇格した1980年代始めに、最初は勝新太郎主演・五社監督で『座頭市』を作ろうとしていたが、打ち合わせの段階で勝と五社の折り合いが悪く、ご破算になった。その後、1987年に奥山がプロデュースした『ハチ公物語』が大ヒットし、五社から暖かい手紙を貰い、1989年に『226』を製作する際、五社に監督を頼んだ。『226』公開直後に五社は京大病院に入院し食道がんの手術を受けていた。退院祝いで奥山が五社に会ったら、五社は痩せて別人にようになっており、『226』の仕事が相当ハードだったのだろうと申し訳ない気持ちがあり、五社の復帰作として本作の監督を頼んだ。
松竹を主体とした映画ながら、東映が1982年の『鬼龍院花子の生涯』の成功を受けて、以降『陽暉楼』『北の螢』『櫂』と敷いた女性任侠新路線と同じ、監督・五社英雄、脚本・高田宏治、 撮影・森田富士郎、美術・西岡善信、編集・市田勇のスタッフワークで、さらに仲代達矢やかたせ梨乃、夏八木勲、岩下志麻、緒形拳といった五社作品の常連俳優が多数出演するため、東映の女ヤクザ物との違いはあまりない。

### キャスティング
樋口可南子は五社監督が抜擢したとされる。五社は樋口を凄味のある女優などと評価した。

### 撮影
撮影は1990年秋。五社監督は撮影時にはもう病魔に侵され、調子が悪く強引さはもうなかったという。仲代達矢は1969年の『出所祝い』の下北半島ロケとかに五社監督と一緒に風呂に入ったときにはなかった全身刺青が、本作で風呂に入ったときに五社の体にあって驚いた。そのときは死を予感して、アウトローとして生まれた自分自身を刻みこもうとしたのかなと思ったという。五社が刺青を彫ったのは『陽暉楼』の撮影中の1983年3月とされる。死期を悟った五社は息子のように可愛いがっていた竹中直人にも撮影前に刺青を見せた。
主たる舞台となる熊本市の遊廓二本木の料亭八雲などは松竹京都撮影所に建設されたものと見られる。冒頭の島木譲二らが出る大阪設定のシーンは実際の蒸気機関車を使って撮影されているためロケと分かるが、大半を占める熊本のシーンで明らかにロケと分かるシーンはほぼない。オープニングクレジット前の洗い髪をするシーンで背中に彫り物をした樋口可南子がチラッと横チチを見せる他、中盤で手本引のいかさまを練習するシーンで樋口の胸を正面から捉えたカットがあるが樋口の濡れ場はない。 	
緒形拳、岩下志麻、光石研、芦屋小雁は1シーンのみの出演。

### その他
エンドクレジットでは先に主要キャストのみ、顔のアップが映るが、ここで流れる曲は『ブレードランナー』のエンディングに流れる「エンド・タイトルズ」にそっくり。

## 作品の評価

### 興行成績
篠山紀信撮影による樋口のヘアヌード写真集が発売されたタイミングで公開されたことから、東映調の女性版ヤクザ映画を、樋口のヌード写真集の話題と結びつけ興行的にも成功させた。